# Betaversion
Betaversion er en version af et computerprogram man har testet internt men ønsker testet af en bredere kreds af brugere. Betaversioner kommer efter eventuelle alfaversioner, men før såkaldte ’’release candidates’’ (udgivelseskandidater).
Betegnelserne alfa- og betaversion kommer fra navnene på de to første bogstaver i det græske alfabet: α (alfa) og β (beta).